# Nikolai Iwanowitsch Daurkin
Nikolai Iwanowitsch Daurkin (russisch Николай Иванович Дауркин, tschuktschisch Tangitan; * 1734 in Tschukotka, russischer Ferner Osten; † nach 1795) war ein tschuktschisch-russischer Entdeckungsreisender und Dolmetscher.

## Leben

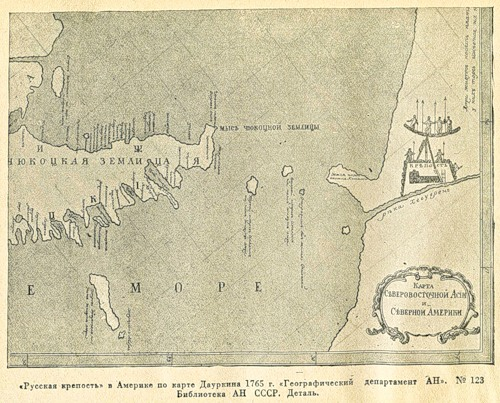
Ausschnitt aus Daurkins Karte von 1765 mit Kap Deschnjow, den Diomedes-Inseln und Alaska.

Daurkin wurde als Sohn des Korjaken Omschat und einer Tschuktschin geboren, als Kind von den Tschuktschen geraubt und Tangitan („Fremder“ oder „Feind“) genannt. Im Alter von zehn Jahren geriet er bei einer russischen Strafexpedition in die Hand von Dmitri Iwanowitsch Pawluzki, der ihn im Anadyrski Ostrog gefangen hielt, bevor er ihn zu seiner Familie nach Jakutsk schickte. Hier wurde der Junge getauft und erhielt seinen russischen Namen. Als Diener im Hause von Anna Filippowna Pawluzkaja lernte er die russische Sprache nicht nur sprechen, sondern auch lesen und schreiben. Später wurde er auch im Rechnen und in den Grundlagen der Physik und Astronomie ausgebildet. Um aus dem Dienst bei der Pawluzkaja zu entkommen, wandte er sich 1760 an den Generalgouverneur Soimonow mit der Bitte um Aufnahme in den russischen Militärdienst. Als Soldat und Dolmetscher kam er 1762 wieder nach Anadyrski Ostrog. 1763 unternahm er mit dem Kommandanten des Ostrogs, Friedrich Plenisner, eine Reise entlang des Anadyr. Anschließend verließ er eigenmächtig die russischen Truppen und reiste über die Tschuktschen-Halbinsel und über das Eis auf die Sankt-Lorenz-Insel. 1764 kam er in Begleitung einiger Verwandter, die die russische Herrschaft anerkannten und sich bereit erklärten, Abgaben zu zahlen, zum Ostrog zurück und wurde als Deserteur festgenommen. Bevor er als einfacher Soldat nach Jakutsk geschickt wurde, verfasste er einen Bericht über seine Reisen und fertigte 1765 eine Karte an, die das gesamte geographische Wissen über die Tschuktschen-Halbinsel aufnahm und erweiterte und auch die Diomedes-Inseln und Alaska mit ausreichender Genauigkeit wiedergab. Gegenden, die die indigenen Völker Tschukotkas gut kannten, waren den Russen zu dieser Zeit noch fremd und wurden zum ersten Mal auf eine für Europäer zugängliche Weise verzeichnet.
Daurkin schrieb einen Brief an den neuen Generalgouverneur und wurde nach Irkutsk bestellt. Er unterbreitete einen Plan für eine Expedition zur Beringstraße, der jedoch nicht angenommen wurde. 1767 wurde Daurkin rehabilitiert und in den Rang eines „Sibirischen Edelmanns“ (Сибирский дворянин) erhoben. 1768–1770 nahm er aktiv an der Expedition der Landvermesser I. Leontjew, I. Lyssow und A. Puschkarjow zu den Bäreninseln teil. 1774 erstellte er eine neue, verbesserte Karte Tschukotkas und Alaskas. Sie umfasst ein größeres Gebiet als die Karte von 1765, insbesondere die gesamte Küste von Ochotsk bis Tschukotka inklusive der Halbinsel Kamtschatka und der Kommandeurinseln.
Daurkin blieb zunächst in Gischiginsk, wo er eine wichtige vermittelnde Rolle bei den Verhandlungen und 1778 beim Friedensschluss von Russen und Tschuktschen spielte. Am Anfang der 1780er Jahre arbeitete er als Dolmetscher in Gischiginsk. Ab 1787 war er als Übersetzer für die Nordostpazifische Expedition von Joseph Billings und Gawriil Andrejewitsch Sarytschew tätig. Dabei besuchte er mit dem Kosaken Iwan Kobelew die beiden Diomedes-Inseln und King Island und setzte nach Alaska über. 1792 kehrte er mit der Expedition, die sehr von seinen geographischen Kenntnissen und seinem Verhandlungstalent profitiert hatte, nach Jakutsk zurück. 1795 wurde er auf eigene Bitte unter Beibehaltung seiner Bezüge aus dem Dienst als Dolmetscher entlassen.
Die Ostspitze Tschukotkas mit dem Kap Deschnjow trägt Nikolai Daurkin zu Ehren seit 1975 den Namen Daurkinhalbinsel.

## Werke (Auswahl)
- Karte des Flusses Anadyr mit den nahe gelegenen Orten wie auch Tschukotkas und eines Teils von Nordamerika, 1765. Kopie in der Bibliothek der Russischen Akademie der Wissenschaften, Nr. 3562/123
- Две записки о сношениях с чукчами в 1774–1776 годах. In: Памятники новой русской истории, Sankt Petersburg 1873, S. 360–371.
- Известия о Чукотском носе. In: Месяцеслов исторической и географической на 1780 г., Sankt Petersburg 1779, S. 36–46.
- Besondere Nachrichten über die tschuktschische Landspitze und benachbarte Inseln. In: Neue Nordische Beyträge zur physikalischen und geographischen Erd- und Völkerbeschreibung, Naturgeschichte und Ökonomie. Band 1, 1781, S. 245–248.